# كارول ونايت
كارول ونايت (بالإنجليزية: Carole Knight)‏ هي لاعبة تنس الطاولة بريطانية، ولدت في 9 يونيو 1957 في ميدلزبرة في المملكة المتحدة.

## وصلات خارجية
- كارول ونايت على موقع منظمة تنس الطاولة العالمي (الإنجليزية)